# 마글레모제 문화

마글레모제 문화(Maglemosean 또는 Maglemosian culture, c. 9000 ~ c. 6000 BC)는 스칸디나비아 반도와 영국에 분포하는 중석기시대의 문화이다. 덴마크 마글레모제 지역의 유물 포함층에서 유례한 이름으로, 스웨덴의 마글레모제 유적을 표준 유적으로 한다. 정예한 골각기(骨角器)와 정묘한 세석기(細石器)가 발달하였고, 수렵·어로 생활을 하였다. 

## 환경 및 위치
1900년 덴마크에서 조지 사라우(George Sarauw)가 최초로 유적지를 발견하였다. 이후 영국에서부터 폴란드, 스웨덴과 프랑스 북부에서도 마글레모제 문화 유적지가 발견되었다. 기원전 6000년까지만 해도 해수의 높이 현재보다 낮았기 때문에 스칸디나비아 반도와 유럽본토, 영국까지 모두 연결된 상태였다. 
이같은 이유로 현재에는 마글레모제 문화가 발달하였던 대부분 지역이 침수된 상태이다. 수중고고학을 통한 마글레모제 문화 발굴이 이루어 질 것이라 기대받고 있다. 

## 특징
마글레모제 문화권 사람들은 숲, 습지 환경에서 살았다. 나무와 뼈, 돌 등으로 만든 잔석기로 낚시와 사냥을 주로 하였으며 개를 길들였던 흔적도 있다. 일부는 정착생활을 했을지도 모르지만 기본적으로는 수렵채집사회였다. 

## 같이 보기
- 도거랜드